# 조니 에버스
존 조지프 에버스(John Joseph Evers, 1881년 7월 21일 ~ 1947년 3월 28일)는 미국의 전 프로 야구 선수이자 감독이다. 1902년부터 1917년까지 메이저 리그 베이스볼의 시카고 오펀스/컵스, 보스턴 브레이브스, 필라델피아 필리스에서 선수로 뛰었다.
마이너 리그 베이스볼 팀에서 한 시즌을 뛰고 나서, 컵스 감독 프랭크 셀리와 계약을 맺고 팀의 주전 2루수로 발돋움했다. 컵스 일원으로 팀의 네 차례 정규 시즌 우승과, 두 차례 월드 시리즈 우승을 도왔다. 1914년 브레이브스로 트레이드되었고, 그 시즌 다시 소속팀의 월드 시리즈 우승을 이끌었으며 그 해의 내셔널 리그 최우수 선수로 선정되었다. 1917년까지 브레이브스와 필리스에서 뛰었다. 은퇴 이후에는 코치, 스카우트, 감독, 단장 등 구단의 여러 요직을 거쳤다.
컵스 시절 조 팅커, 프랭크 챈스와 함께 "팅커에서 에버스에서 챈스까지"(Tinker-to-Evers-to-Chance)라고 불리는 불멸의 더블 플레이 조합을 이루었다. 1946년 베테랑 위원회의 선정으로 미국 야구 명예의 전당에 입성하였다.

## 어린 시절
뉴욕주 트로이에서 태어났다. 그의 부친은 술집 주인으로 일하였다. 에버스의 부친, 형제들과 삼촌들을 포함한 많은 그의 일가는 야구를 하였다. 에버스는 트로이에 있는 세인트조지프스 초등학교에서 수학하면서 빈터 경기를 가졌다.

## 선수 경력

### 마이너 리그 경력
에버스는 1902년 유격수로서 클래스 B 뉴욕 주립 리그의 트로이 트로전스를 위하여 마이너 리그 베이스볼에서 자신의 프로 데뷔를 하였다. 에버스는 보고적으로 100 파운드 (45kg)보다 적게 몸무게가 나갔고 반대편의 팬들은 그가 희극풍 활동의 일부였는 줄로 알았다. 그는 자신의 경력 동안 보고적으로 130 파운드 (59kg)보다 더 나가지 않아 가고 한다.
에버스는 .258 점을 타구하고 10개의 홈런과 뉴욕 주립 리그를 이끌었다. 시카고 컵스의 감독 프랭크 셀리는 에버스의 동료 선수인 투수 알렉스 하디를 발견하였다. 출발 선수 보비 로우에게 생긴 부상의 이유로 또한 2루수를 찾고 있던 실리는 1천 5백 달러를 위하여 하디와 에버스의 계약들을 매입하여 트로전스는 에버스의 기질과 필드에서 만든 많은 실책의 이유로 에버스의 복무하는데 기꺼이 하였다.

### 시카고 컵스
에버스는 실리 감독이 조 팅커를 유격수에서 3루수로 옮기면서 9월 1일 컵스와 함께 자신의 메이저 리그 베이스볼 데뷔를 하였다. 내셔널 리그에서 단 3명의 선수들은 에버스보다 어렸으며 짐 세인트 브레인, 지미 세브링과 레이브 윈햄이었다. 3일 후에 실리는 팅커를 유격수로 돌려 보냈고, 에버스를 2루수로 선임하였다. 컵스와 함께 자신의 1개월 동안 실력 시험에서 에버스는 장타를 기록하지 않으면서 .222점을 타구하고 일치하지 않은 수비를 맡았다. 1903년 시즌 동안 로우는 회복되었으나 에버스의 강한 활약은 로우를 희생될 수 있게 했으며 에버스는 2루수들 중에 수비율(.937)에서 내셔널 리그 3위를 하고 보살(245)과 척살(306)에서 5위를 하였다. 컵스는 시즌 후에 로우를 피츠버그 파이리츠를 팔았다. 에버스는 1904년 시즌에 152개의 경기를 활약하였다. 방어적으로 그의 54개의 실책이 전부의 내셔널 리그 2루수들을 이끌었어도 그의 518개의 보살과 381개의 척살은 내셔널 리그를 이끌었다.
1906년 시즌 동안 에버스는 49개의 도루와 함께 내셔널 리그에서 5위를 하였고, 344개의 척살과 함께 리그를 이끌었으며 44개의 실책과 함께 모든 2루수들을 이끌었다. 컵스는 그해 내셔널 리그 페넌트를 우승하였으나 시카고 화이트삭스에게 월드 시리즈를 4 대 2로 패하였고, 에버스는 시리즈에서 3 루 20 타(.150)를 타구하였다. 1907년 시즌 동안 에버스는 500개의 보살과 함께 내셔널 리그를 이끌었다. 컵스는 그해 내셔널 리그의 챔피언으로서 되풀이하였고, 에버스가 7 루 20 타(.350)를 타구하면서 디트로이트 타이거스에 4 대 0으로 그해의 월드 시리즈를 우승하였다.
1908년 페넌트 경주가 열리는 동안 에버스는 뉴욕 자이언츠를 상대로 경기에서 "머클의 실수"로 알려진 프레드 머클의 주자 실책에 심판들을 경고하였다. 1루에 주자인 머클이 2루를 도달하지 않으면서 탈의실로 간 동안 알 브리드웰은 자이언츠를 위하여 경기를 우승하는 것으로 나온 1루타를 쳤다. 에버스는 공을 요구하였고, 심판은 머클을 아웃으로 판결을 내렸다. 컵스는 그러고나서 에버스가 다시 7 루 20 타(.350)를 타구하면서 타이거스에 4 대 1로 1908년 월드 시리즈를 우승하였다. 그해 시즌을 위하여 에버스는 내셔널 리그에서 5위를 위하여 좋은 .300의 타구 평균과 호너스 와그너 만으로 밀려 2위를 한 .402의 출루율을 가졌다.
1910년 시즌 동안 에버스는 108개의 볼넷을 뽑아 밀러 허긴스 만을 추적하였다. 하지만 에버스는 다리가 부러지면서 시즌의 말기를 놓쳤다. 에버스 없이 컵스는 내셔널 리그 페넌트를 우승하였으나 필라델피아 애슬레틱스에게 1910년 월드 시리즈를 4 대 1로 패하였다. 에버스는 컵스의 감독 프랭크 챈스의 반대에도 불구하고 1911년 대학 야구 팀 네이비 미드쉽멘을 감독하였다. 그는 그해 신경 쇠약을 경험하여 시즌 후반에 컵스로 돌아와 그해 46개 만의 경기를 활약하였다. 에버스는 이 일이 자신의 저축의 대부분을 자신에게 비용을 들인 비즈니스 거래의 결과였다고 지적하였다. 에버스는 1912년 내셔널 리그에서 4위를 위하여 좋은 .341 점을 타구하는 데 돌이키고, .431의 출루율과 내셔널 리그를 이끌었다. 팀의 소유자 찰스 W. 머피는 에버스를 1913년 컵스의 감독으로 임명하여 그를 5년 계약으로 맺어 챈스의 뒤를 이었다.

### 보스턴 브레이브스와 필라델피아 필리스
1913년 시즌 후, 에버스는 페더럴 리그로 뛰어오르는 데 10만 달러가 제공되었으나 그는 컵스와 남아있는데 적은 돈을 가져가는 데 선택하였다. 1914년 2월 에버스가 그의 선수들을 계약 맺은 후, 머피는 에버스를 감독으로서 해고하고 빌 스위니와 허브 퍼듀를 위하여 보스턴 브레이브스로 이적시켰다. 에버스는 자신이 자유 계약 선수였다는 것을 역설하였으나 리그를 그를 브레이브스로 선임하였다. 그는 2만 달러의 서명 보너스와 함께 한 시즌에 1만 달러에 4년 계약을 맺었다.
1914년 시즌 동안 브레이브스는 7월 4일에 의하여 8개의 팀 내셔널 리그의 마지막 순위로 떨어졌다. 하지만 브레이브스는 내셔널 리그 페넌트를 우승하는 데 시즌의 마지막 10주에 마지막 순위로부터 돌아왔다. 에버스의 .976 수비율은 내셔널 리그 2루수들의 전부를 이끌었다. 브레이브스는 그해 월드 시리즈에서 에버스가 7루 16 타(.438)를 타구하면서 필라델피아 애슬레틱스를 4 대 0으로 꺾었다. 에버스는 동료 선수 래빗 매런빌에 앞서 오늘날 MVP 상의 선구자 차머스 상을 받았다.
에버스는 부상들에 의하여 1915년 제한되었고, 또한 심판들과 다투어 출장 정지를 지내기도 하였다. 1916년 부족한 시즌 후에 에버스는 .193의 타구 평균과 함께 1917년 시즌을 시작하였다. 에버스의 쇠퇴한 상연의 이유로 브레이브스는 중반 시즌에 에버스를 공개 이적에 놓았으며 그는 필라델피아 필리스에 의하여 주장되었다. 에버스는 그 오프시즌에 인터내셔널 리그의 저지 시티 스키터스의 감독이 되는 데 제공을 거절하였다. 그는 1918년 시즌을 위하여 선수 겸 코치로서 보스턴 레드삭스와 계약을 맺었으나 그들을 위하여 경기를 활약하지 않으면서 내보내졌다. 메이저 리그 베이스볼 팀으로부터 또 다른 제공을 받지 않음에 에버스는 프랑스에서 야구를 흥행하는 데 나이츠 오브 콜럼버스의 일원으로서 파리로 여행을 떠났다.

## 코치와 감독 경력
에버스는 1920년 시즌 동안 뉴욕 자이언츠에 가입하여 코치를 지냈다. 그는 1921년 다시 컵스를 감독하여 프레드 미첼의 뒤를 이었다. 팀이 분투하면서 에버스는 8월에 해고되었고, 빌 킬리퍼에 의하여 대체되었다. 컵스는 그 시즌에 내셔널 리그에서 8개 중의 7위를 하였다.
에버스는 1922년과 1923년 시카고 화이트삭스를 위하여 코치를 지냈다. 그는 1922년 2루수로 돌아와 부상을 당한 에디 콜린스를 위하여 채웠다. 에버스는 콜린스가 회복되면서 화이트삭스와 하나의 경기에서 활약하였다.
에버스는 1924년 시즌을 위하여 화이트삭스의 대리 감독으로 임명되어 빈약한 건강의 이유로, 집으로 보내진 챈스의 뒤를 이었다. 하지만 에버스는 시즌 동안 충수염을 겪어 한 해 동안 시간을 놓치고, 화이트삭스는 9월 챈스가 사망할 때 감독직의 수색을 열었다. 화이트삭스는 시즌 후에 콜린스와 에버스를 대체하였다.
에버스는 스카우트로서 브레이브스에 재가입하였다. 브레이브스의 소유자 에밀 푸크스가 로저스 혼즈비 감독을 컵스로 팔고 1929년 시즌을 위하여 직접 감독의 임무들을 취하면서 푸크스는 에버스를 코치로서 기용하였다. 푸크스는 구장의 감독으로서 경험이 없었고, 그래서 에버스는 브레이브스의 주장이 되어 경기가 열리는 동안 팀을 지도하여 심판들과 다루었다. 에버스와 동료 코치 행크 가우디는 그해 시즌에 하나의 경기에서 활약하여 10월 6일 9번째 이닝의 말로 들어왔다. 진행에서 에버스는 그해를 위하여 리그에서 최연장 선수가 되었다.
에버스는 1930년 푸크스를 구장 감독으로서 뒤를 이은 빌 매케치니 아래 브레이브스를 위하여 코치로 남아있었고 1932년을 통하여 그 역할을 맡았다. 그는 브레이브스를 위하여 지속적으로 스카우트를 지내고, 그러고 나서 1935년 뉴욕 펜 리그의 올버니 세너터스의 총지배인이 되었다. 그는 시즌의 말기에 세너터스로부터 사임하였다. 자기 감독 경력에 그는 180승 192패의 기록을 게시하였다.

## 개인 생활
에버스는 헬렌 피츠기븐스와 결혼하였다. 그의 아들 존 J. 에버스 주니어는 제2차 세계 대전에서 중위로 복무하여 태평양 작전에 지정되었다. 그의 아들이 11세 때 에버스는 올버니 세너터스의 일부를 사서 그에게 축적을 해주었다. 에버스의 형 조 에버스와 삼촌 톰 에버스는 또한 메이저 리그 베이스볼에서 활약하였다. 그의 증조카는 스포츠 일러스트레이티드의 작가 팀 레이든이다.
에버스와 팅커가 야구 역사상 가장 성공적인 더블 플레이 조합들 중의 하나의 일부였어도 둘은 필드에서 서로 경멸하였다. 그들은 하나의 말싸움이 있던 후에 서로 말하지 않으면서 몇 년의 세월을 보냈다. 챈스가 한번 팅커를 자신이 알던 가장 영리한 직업 야구 선수로 임명할 때 에버스는 그것을 개인적 모욕으로 택하였다.

## 이후의 일생
에버스는 1923년 뉴욕주 올버니에서 스포츠용품 상점을 운영하였다. 하지만 에버스는 1936년 자기 돈을 잃고 파산을 위하여 제출하였다. 상점은 에버스의 후손들에게 넘겨졌다. 그는 또한 올버니에서 블리커 스타디움의 관리국장으로서 일하기도 하였고, 빈터의 선수들에게 야구를 가르치는 데 시간을 보냈다.
1942년 8월 에버스는 자기 몸의 오른쪽을 마비시킨 발작을 겪었다. 그는 다음 5년의 대부분을 위하여 일어나지 못하게 남아있거나 휠체어에 갇혀있었다. 에버스는 올버니에 있는 세인트 피터스 병원에서 1947년 3월 28일 뇌출혈로 사망하여 고향에 있는 세인트 메리스 묘지에 안장되었다.

## 유산
에버스는 1918년에 은퇴하여 자신의 경력에서 두번이나 .300 점 혹은 더 높게 타구하여 324개의 도루를 하면서 919개의 득점을 매겼다. 그는 자주 심판들과 다투었고 자기 경력 동안 다수의 출장 정지를 받았다. 자신의 투쟁적인 활약과 심판들과 싸움들은 그에게 "인간 꽃게"라는 별명을 줬다.
에버스는 1910년 7월 뉴욕 이브닝 메일 신문의 특약 기고가 프랭클린 피어스 애덤스에 의하여 쓰인 고전적 야구 시 "야구의 슬픈 어휘집"에 영감을 준 "팅커에서 에버스에서 챈스까지"의 더블 플레이 조합에서 중심 선수로 지냈다. 에버스, 팅커와 챈스는 동년에 전부 미국 야구 명예의 전당으로 헌액되었다.

## 같이 보기
- 미국 야구 명예의 전당의 헌액자 목록